# 赛号乡
赛号乡是云南省德宏傣族景颇族自治州陇川县曾经下辖的一个乡，驻地在曼胆村公所赛号村，景颇族是乡内主要民族:1096。赛号乡已于2005年撤销。

## 历史
1988年，姐乌区划出曼胆乡，邦瓦区划出撒定乡，广瓦区划出广帕乡和广宋乡，在陇川县区乡体制改革中成立赛号乡:55。2005年，赛号乡撤销，辖区并入景罕镇和城子镇:2642。

## 地理
赛号乡位于陇川县中部，东南西北依次是勐约乡、景罕镇、姐乌乡和城子镇，S320省道穿过其驻地赛号村。全乡面积112.5平方千米，共有耕地23,329亩，人均耕地3.16亩。:55

## 行政区划
赛号乡下辖以下地区：
曼胆村、撒定村、广宋村和广帕村。:636